# Seirocastnia extensa
Seirocastnia extensa là một loài bướm đêm trong họ Noctuidae.